# 埼葛斎場組合

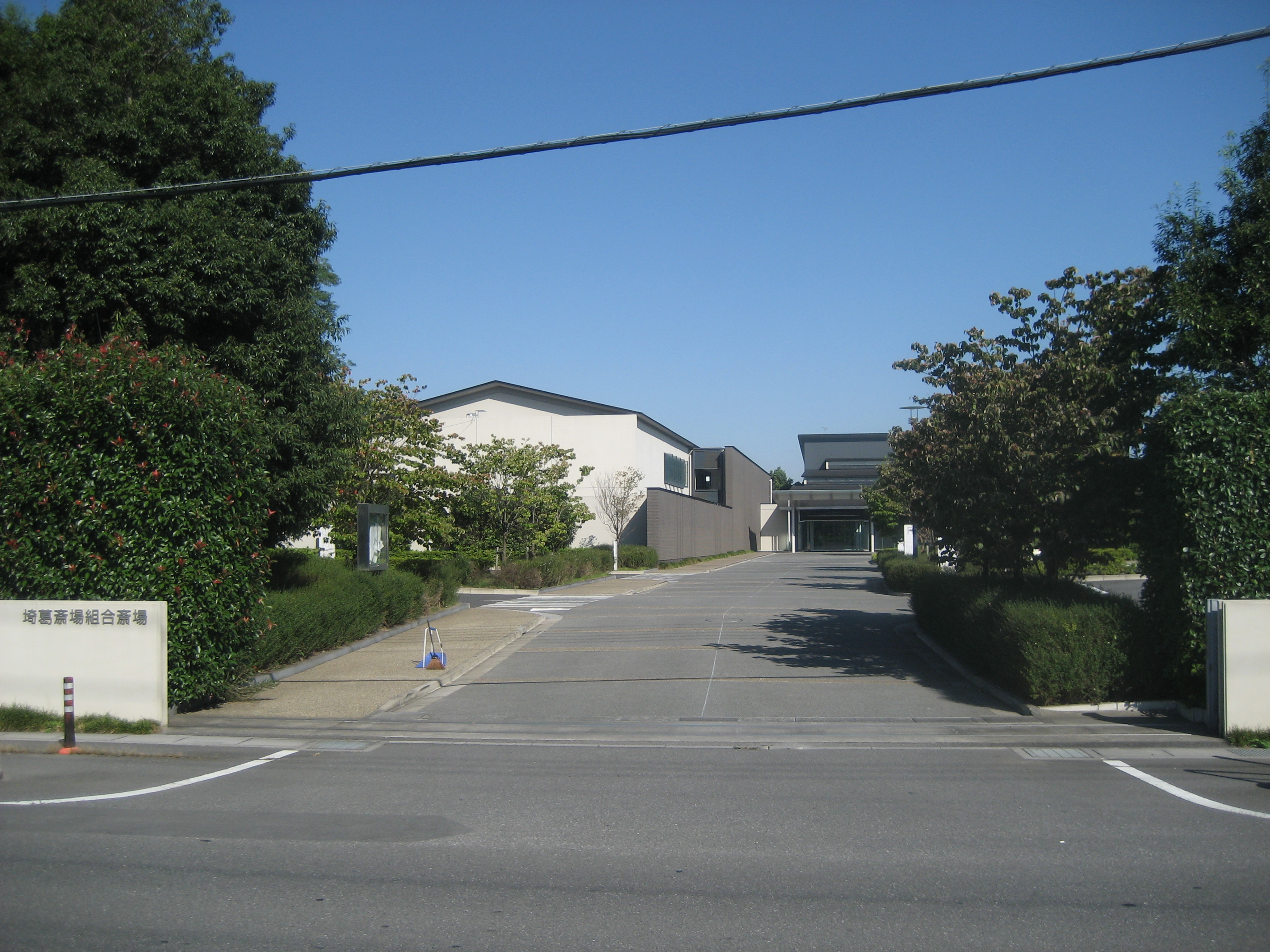
埼葛斎場組合斎場

埼葛斎場組合（さいかつさいじょうくみあい）は、埼玉県春日部市、蓮田市、白岡市及び北葛飾郡杉戸町の3市1町が運営している一部事務組合である。埼葛斎場組合斎場を運営する。

## 概要

### 事務所
埼玉県春日部市内牧1431番地

### 主な事務内容
斎場及び霊柩自動車の設置並びに管理、維持に関する事務を共同で行っている。

### 組織
- 組合議会
  - 議員定数：13人（春日部市6人、蓮田市3人、杉戸町2人、白岡町2人で構成）
- 組合執行機関
  - 管理者・副管理者：組合市町の長の協議により組合市町の長又は副市町長のうちから選任。
  - 会計管理者：管理者が組合市町の会計管理者の中から選任
  - 監査委員：2人

### 組合経費負担割合
- 斎場施設使用料及びその他の収入を充てる。なお収入不足のときは次の割合をもって組合市町が負担する。
  - 世帯割　100分の50
  - 人口割　100分の50

### 備考
- 2005年（平成17年）以前は岩槻市（現在のさいたま市岩槻区）も組合に入っていた。さいたま市に合併（平成17年4月）してから埼葛斎場組合離脱。

## 歴史
昭和29年に設立された、春日部町外5カ村伝染病院組合を前身とする。伝染病棟付属の火葬場であった。昭和31年に伝染病院組合が解散し、埼葛火葬場組合が新設され、昭和61年名称変更し、現在に至っている。
老朽化したことから2007年に建て替えられた。敷地内には内慈両村病舎記念碑が建つ。